# Пургин Панас Миколайович
Пургин Панас Миколайович (рос. Пургин Афанасий Николаевич; 31 січня 1902 — 4 грудня 1971) — капітан далекого плавання, Герой Соціалістичної Праці.

## Біографія
Народився 31 січня 1902 року. 1911 року почав морську кар'єру юнгою на невеликому двощогловому вітрильнику «Святий Дмитро», що ходилв з Архангельська до Норвегії. Потім був рульовим на полярних експедиційних судах «Русанов», «Георгій Сєдов», на звіробійних шхунах в Білому і Баренцевому морях. Проходив служба в ВМС Північного флоту.
1933 року закончіл Архангельське морехідне училище і з дипломом штурмана працював на торгових судах, ходив в Англію, Францію і в порти Африки. Перевівся на Далекий Схід помічником капітана на рибопромислові і китобійні судна.
1938 року капітан китобійця «Авангард» флотилії «Алеут». У цьому сезоні він особисто добув на 52 кита більше, ніж норвежець-гарпунер Андерсен. Пургин присвоєно звання капітан-гарпунер.
Коли 1946 року увійшла в лад флотилія «Слава», О. М. Соляник запросив ряд фахівців флотилії «Алеут» для освоєння китобійного промислу в Антарктиці. У тому числі і перших капітан-гарпунерів Пургина і Зарву. Пургин прийняв командування китобійним судном № 5. Пургину вдавалося залучати нових учнів і поєднувати це з відмінними результатами полювання. Займаючи перші місця за підсумками промислової діяльності, підготував гарпунерів: Миколаєва, Гніляка, Пустохайлова, Регушівского.
1950 року після 4 рейси АКФ «Слава» П. М. Пургину присвоєно звання Героя Соціалістичної Праці.
1959 року призначений капітан-директором ПР «Севастополь», побудованого в Ленінграді, який увійшов до складу АКФ «Слава».
Помер 4 грудня 1971 в Одесі, похований на Другому християнському кладовищі.